# Basílica de San Juan (Berlín)
La basílica de San Juan o más formalmente basílica de San Juan Bautista Patrón de Breslavia (en alemán: Basilika St. Johannes der Täufer Patron von Breslau) es la catedral católica sede del ordinariato militar de Alemania.

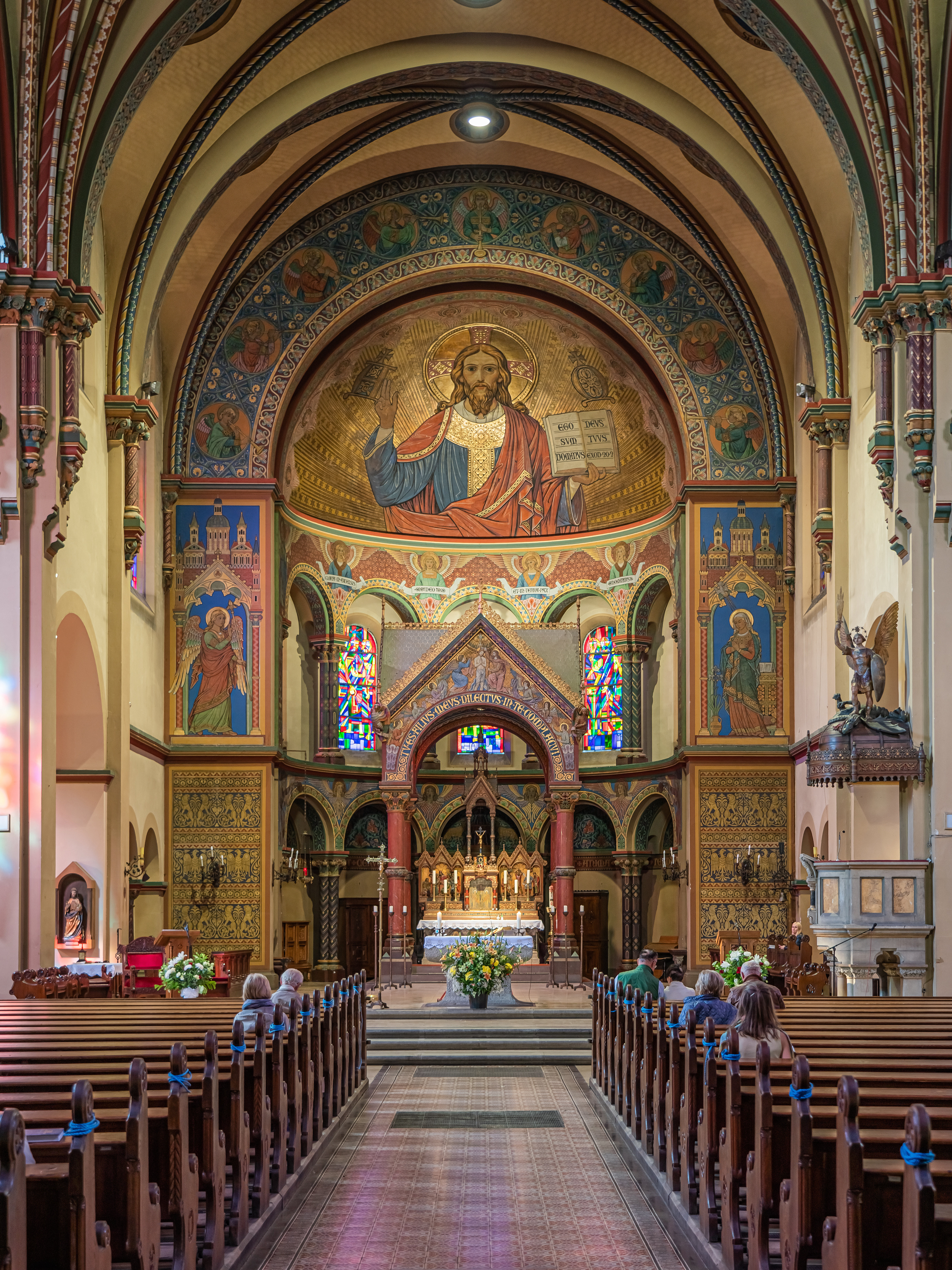
Interior del templo

La iglesia se encuentra en el distrito de Neukölln en Berlín.
La primera piedra de la basílica fue colocada en 1894. El proyecto fue del arquitecto August Menken, que había pensado en la iglesia como basílica en estilo románico renano. La inauguración solemne de la iglesia tuvo lugar el 8 de mayo de 1897 en presencia del emperador Guillermo II y la emperatriz Augusta Victoria.
El 3 de diciembre de 1906, el papa Pío X concedió a la iglesia el título de basílica menor. El 1 de febrero de 2005, la iglesia se convirtió en la sede del ordinario militar del Gobierno Federal.